# Eriotheca squamigera
Eriotheca squamigera là một loài thực vật có hoa trong họ Cẩm quỳ. Loài này được (Cuatrec.) Fern.Alonso mô tả khoa học đầu tiên năm 1999.